# Лаура (река)
Лаура (рус. Лаура) руска је река која извире на западним обронцима Великог Кавказа, у Краснодарском крају (у рејону града Сочија). Свој ток почиње на јужним обронцима планине Асапа у области Кавкаског резервата биосфере.
Након 17 km тока улива се у реку Ачипсе (притока реке Мзимте и део басена Црног мора). Лаура је типична планинска река са бројним каскадама.
Године 1967. археолог Лав Николајевич Ситников је у горњем делу тока реке пронашао праисторијски мегалит долмен уклесан у стену.
Године 2008. у басену реке Лауре компанија Газпром отворила је планински-туристички комплекс у оквиру ког се налази и Олимпијски центар за биатлон и скијашко трчање Лаура у којем су се одржавала такмичења у биатлону и скијашком трчању на Зимским олимпијским играма 2014. чији домаћин је био град Сочи.